# Une histoire d'Osaka
Pour plus de détails, voir Fiche technique et Distribution.
Une histoire d'Osaka (大阪物語, Osaka monogatari) est un film japonais de Kōzaburō Yoshimura sorti en 1957 d'après une histoire de Kenji Mizoguchi adaptée d'un roman de Saikaku Ihara.

## Synopsis
Jinbei est paysan, il décide de s’enfuir avec sa femme et ses deux jeunes enfants à Osaka lorsqu'il se trouve incapable de payer ses taxes. Il cherche à demander de l'aide auprès de son frère Kazumi, employé à la maison Hanaya mais il est rudement mis à la porte. Arrivé sur le port d'Osaka, Jinbei assiste au déchargement de cargaisons de riz et tente de se faire embaucher, mais il essuie encore une fois un refus. Sa famille n'ayant pas mangé depuis deux jours, sa femme est désespérée et pense au pire quand leurs enfants découvrent que du riz échappé des ballots lors de leur déchargement était tombé dans la poussière. Dès lors, la famille se consacre à la ramasse de ces grains de riz poussiéreux pour les revendre.
Dix ans plus tard, Jinbei Omiya est devenu un marchand prospère, il est usurier et possède un établissement de vente de thé. Mais il est aussi un avare pathologique qui mène la vie dure à sa famille et à ses employés par son obsession à vouloir économiser le moindre mon.

## Fiche technique
- Titre : Une histoire d'Osaka
- Titre original : 大阪物語 (Osaka monogatari?)
- Réalisation : Kōzaburō Yoshimura
- Scénario : Yoshikata Yoda
- Adaptation : idée originale de Kenji Mizoguchi, d'après un roman de Saikaku Ihara[1]
- Photographie : Kōhei Sugiyama
- Montage : Shigeo Nishida
- Musique : Akira Ifukube
- Décors : Akira Naitō
- Producteur : Masaichi Nagata
- Sociétés de production : Daiei
- Pays de production :  Japon
- Langue originale : japonais
- Format : noir et blanc — 1,37:1 — 35 mm — son mono
- Genre : comédie satirique ; drame
- Durée : 96 minutes[2] (métrage : onze bobines - 2 647 m[2])
- Date de sortie :
  - Japon : 6 mars 1957[2]

## Distribution
- Ganjirō Nakamura : Jinbei Omiya
- Chieko Naniwa : Ofude, la femme de Jinbei Omiya
- Kyōko Kagawa : Onatsu, la fille de Jinbei Omiya
- Narutoshi Hayashi : Kichitarō, le fils de Jinbei Omiya
- Raizō Ichikawa : Chuzaburo
- Shintarō Katsu : Ichinosuke Abumiya
- Aiko Mimasu : Otoku Abumiya, la mère d'Ichinosuke
- Michiko Ono : Takino, une courtisane
- Tamao Nakamura : Ayaginu, une courtisane
- Eijirō Tōno : Hoshino, un samouraï
- Hisao Toake : Araya
- Ichirō Amano : Teunōjiya
- Hisako Takihana : Sue
- Isao Yamagata
- Hinode Nishikawa
- Sumao Ishihara

## Autour du film
Après avoir tourné La Rue de la honte, Kenji Mizoguchi travaille sur Une histoire d'Osaka, une adaptation d'un roman de Saikaku Ihara, mais il est hospitalisé et il meurt d'une leucémie le 24 août 1956, ce sera Kōzaburō Yoshimura qui sera chargé de la réalisation du film.

## Récompense
- 1958 : prix Mainichi du meilleur scénario pour Yoshikata Yoda (conjointement pour Les Demi-frères)[3]